# Hjalmar Löwe
Hjalmar Wilhelm Tyko Löwe, född 30 oktober 1881 i Karlshamns församling, Blekinge län, död 16 januari 1961 i Sankt Görans församling, Stockholm, var en svensk ingenjör, reklamkonsulent, tecknare och grafiker.
Han var son till sjökaptenen Johan Alexander Löwe och Kerstin Niclasson och gift med Jenny Wictoria Holmström. Löwe studerade vid Althins målarskola i Stockholm och under studieresor till bland annat Tyskland, Frankrike, England och Ryssland. Separat ställde han ut i ett flertal svenska landsortsstäder bland annat Nässjö, Karlskrona och Karlshamn. Han var under några år föreståndare för en reklamkonstskola i Stockholm. Hans konst består av etsningar, träsnitt, akvareller och oljemålningar. Under 1920-talet utgav han karikatyralbumet 10 Karlshamnare och 1931 gav han ut boken Bornholms seglats.